# بانياتيكا
بانياتيكا ( برغاماسك : Bagnàdega ) هي كومونا (بلدية) في مقاطعة بيرغامو في منطقة لومبارديا الإيطالية وتقع على بعد حوالي 50 كيلومتر (31 ميل) شمال شرق ميلانو وحوالي 10 كيلومتر (6 ميل) جنوب شرق بيرغامو .